# مومیایی (فیلم ۱۹۳۲)
مومیایی (انگلیسی: The Mummy) فیلمی در ژانر ترسناک و فانتزی به کارگردانی کارل فروند است که در سال ۱۹۳۲ منتشر شد. از بازیگران آن می‌توان به بوریس کارلوف، دیوید منرس، ادوارد وان اسلون و آرتور بایرون اشاره کرد.